# 尤还
尤还（?—?），东汉前期西域鄯善国国王。
尤还为鄯善王广与东汉宫女之子。开始北匈奴重返西域，他被迫归附于北匈奴。汉安帝延光二年（123年），班超之子班勇在柳中（今新疆鄯善县鲁克沁）屯田，经营西域。延光三年（124年）正月，班勇来到楼兰城，尤还亲自向班勇表示归附东汉，受到在所颁赐的印章上系以三绶。延光四年（125年），尤还派兵随班勇北征车师后王国、匈奴强部呼衍王，获胜。